# Adamów (Lipnik)
Pour les articles homonymes, voir Adamów.
Adamów est une localité polonaise de la gmina de Lipnik, située dans le powiat d'Opatów en voïvodie de Sainte-Croix.